# Telemonitoring
Unter Telemonitoring versteht man die Fernuntersuchung, -diagnose und -überwachung des Patienten von seinem behandelnden Arzt. Der Patient kann dabei sein normales Leben weiterführen. Das Telemonitoring ist ein noch sehr junger Teilaspekt der Telemedizin.
Patienten werden mit Geräten zur Messung von Vitaldaten ausgestattet (z. B. Gewicht, Blutdruck, Herzfrequenz), die in der Lage sind, diese Daten direkt zu einem medizinischen Betreuer zu übertragen. Das kann der Hausarzt sein, ein Facharzt oder auch ein telemedizinisches Zentrum. Bei lebensbedrohlichen Zuständen kann eine automatische Alarmierung des Arztes erfolgen, so dass unter Umständen lebensrettende Hilfe veranlasst werden kann. Zusätzlich kann es ein Kommunikationsgerät im Telemonitoring für den Patienten geben, z. B. ein speziell ausgestattetes Mobiltelefon oder einen Personal Digital Assistant (PDA). Auf dieses Gerät können im Telemonitoring automatisch Informationen und Rückmeldungen des Arztes übertragen werden, z. B. Erinnerungen an Medikamenteneinnahme, durchzuführende Messungen oder auch eine Information über den aktuellen Status der Messwerte.
Telemonitoring bedingt besondere medizinische, technologische, logistische, datensicherheitstechnische und rechtliche Voraussetzungen.
Gebiete, in denen das Telemonitoring bereits zum Einsatz kommt, sind z. B. die Diabetologie, die Pulmologie sowie etwa die Kardiologie.
Aktuelle Begriffe in diesem Zusammenhang sind auch Smart Home Care, Remote physiological monitoring und Patientenmonitoring. Die Firma Biotronik nennt ihr System «Home Monitoring».
Die Deutsche Gesellschaft für Kardiologie hat im Jahr 2005 erstmals eine Arbeitsgruppe Telemonitoring gegründet und 2013 eine Leitlinie zum Telemonitoring bei Patienten mit implantierten Herzschrittmachern, Defibrillatoren und kardialen Resynchronisationssystemen herausgegeben.